# 镇前镇
镇前镇是中国福建省南平市政和县下辖的一个镇。

## 行政区划
镇前镇下辖以下村级行政区划单位
镇前村、梨溪村、角坂村、下园村、际头村、半源村、南坑村、洋厝村、梨洋村、里洋村、宝岩村、横坑头村、茶溪村、湘源村、齐家洋村、下庄村、筠竹洋村、何山村、郢地村、蓬岭村、连坑村和西溪村。